# Javier Patiño
Javier Patiño Lachica (San Sebastián de los Reyes, Comunidad de Madrid, España, 14 de febrero de 1988) es un futbolista hispano-filipino que juega como delantero para el Ratchaburi Mitr Phol Football Club de la Liga de Tailandia y para la selección de Filipinas.

## Trayectoria
Javier Patiño, se caracteriza por ser un delantero centro goleador.
El delantero destaca en la temporada 2010/11 por haber marcado 22 goles en la liga regular del grupo 7 de Tercera y seis más en la fase de ascenso a Segunda División B, categoría a la que ha subido al Unión Deportiva San Sebastián de los Reyes. El jugador fue seguido por bastantes clubes de la Liga Adelante.
En 2011 tras ascender al Unión Deportiva San Sebastián de los Reyes a Segunda B, Javi Patiño ficha por el Córdoba CF.
En enero de 2013 el jugador se incorpora al Xerez Deportivo, que venía de disputar en el Córdoba CF 17 partidos de Liga (2 goles) y 4 de Copa (2 tantos) como balance.
En marzo de 2013 ficha por el Buriram de Tailandia tras desvincularse del Xerez Deportivo, al que fue cedido en el mercado invernal por el Córdoba, con lo que ha puesto fin a su periplo en tierras jerezanas pese a ser titular en todos los partidos con los azulinos.
El futbolista, en poco más de un año pasó de jugar en la Tercera División española, con el Sanse, a debutar en el fútbol profesional con el Córdoba, pasar por el Xerez, para jugar en Asia y debutar con Filipinas.

## Selección nacional
Patiño, de padre español y madre filipina. Debido a ello, tuvo derecho para ser internacional con alguno de estos dos países. En 2012, estuvo tramitando la nacionalidad materna para ser propenso a que le convoquen de Filipinas. En los últimos tiempos, se unieron a la selección del país asiático futbolistas estadounidenses y europeos de origen filipino para mejorar la calidad del equipo, entre ellos se encuentran tres españoles (Carlos Martínez y los hermanos Ángel y Juan Luis Guirado). El 24 de marzo de 2013, Patiño marcó dos goles en su debut con Filipinas, una victoria por 8-0 contra Camboya. Dos días más tarde, jugó los 90 minutos contra Turkmenistán, ayudando a su equipo a ganar 1-0 y clasificarse para la Copa Desafío de la AFC 2014.

## Clubes
| Club                               | País      | Año         |
| ---------------------------------- | --------- | ----------- |
| A.D. Alcobendas                    | España    | 2007-2008   |
| UD San Sebastián de los Reyes      | España    | 2008-2011   |
| Córdoba CF                         | España    | 2011-2013   |
| Xerez Deportivo (cedido)           | España    | 2013        |
| Buriram United F. C.               | Tailandia | 2013- 2015  |
| Henan Jianye                       | China     | 2015 - 2018 |
| Buriram United F. C.               | Tailandia | 2018 - 2019 |
| Ratchaburi Mitr Phol Football Club | Tailandia | 2019        |
| Buriram United F. C.               | Tailandia | 2019        |
| Ratchaburi Mitr Phol Football Club | Tailandia | 2020 -      |